# سيريل أندريسن
سيريل أندريسن هو متسابق يخت دنماركي، ولد في 23 نوفمبر 1929 في فريدريكسبرغ في الدنمارك، وتوفي في 12 سبتمبر 1977.

## وصلات خارجية
- سيريل أندريسن على موقع الاتحاد الدولي للملاحة الشراعية (موقع جديد) (الإنجليزية)
- سيريل أندريسن على موقع اللجنة الأولمبية الدولية (الإنجليزية)
- سيريل أندريسن على موقع أوليمبيديا (الإنجليزية)